# Druščina iz šestega b
Druščina iz šestega b je mladinsko delo slovenske pisateljice Janje Vidmar, ki je leta 2000 izšlo pri založbi DZS v Ljubljani in gre za nadaljevanje zgodbe iz knjige Junaki petega b. Knjiga je vsebinsko razdeljena na dva dela; prvi del (naslovljen tudi »Kadar je sreča opoteča, vsi stojimo trdno na tleh!«) sestavlja deset podpoglavij, v drugem delu (»Samo otroštvo zasluti v kaplji resničnosti ocean domišljije!«) pa je avtorica vsebino razčlenila še na dodatnih sedem podpoglavij.

## Analiza dela
Avtorica v knjigi opiše, kako se najstniki spopadajo s težavami, kako rešujejo probleme in kako iščejo kompromise. V knjigi je prikazana tudi zgodnja upornost učencev, ki nima vedno negativnega prizvoka, prav tako so prikazani tudi začetki njihovega osamosvajanja od staršev. S tem, ko so se glavne književne osebe odločile, da raziščejo skrivnost osumljenca Maksa Fajona, so nase prevzele tudi veliko odgovornost svojih dejanj. Gre namreč za to, da se osrednji junaki tudi tokrat znajdejo pred novo življenjsko preizkušnjo, ki jo skušajo razrešiti, kljub oviram, ki se jim na tej poti postavijo.

## Književne osebe
Glavne književne osebe v knjigi predstavlja t. i. druščina šestega b, ki jo sestavljajo: Polona, Špela, Miha, Jaka in Tine. Osrednja lika sta še Maks Fajon in razredničarka Meta Kavčič. Stranske književne osebe pa so: Katarina (Polonina prijateljica), gospa Fajon (mati Maksa Fajona), starši otrok in drugi.

## Dogajalni prostor
Zgodba se odvija na slovenskem ozemlju, pretežni del v Ljubljani in njeni okolici, delno pa tudi v turističnem kraju Olimje pri Podčetrtku, ki so ga učenci šestega b obiskali v sklopu zaključne ekskurzije. 

## Dogajalni čas
Dogajalni čas je strnjen na nekaj dni v mesecu juniju, tik pred zaključkom šolskega leta. Zgodba se prične, ko se učenci dogovarjajo o ekskurziji, glavni del se odvija na ekskurziji in po njej, zaključi pa se s koncem šolskega leta. 

## Kratka obnova
Na končnem izletu pride druščina na sled veliki skrivnosti, navideznega prijatelja, sicer pa prevaranta, Maksa Fajona, ki jo skuša za dobro vseh, predvsem pa zaradi varnosti njihove razredničarke, razrešiti. Druščina šestega b, tako skupaj premišljuje in izdeluje načrte, ki bi jim uspeli razkriti skrivnosti gospoda Fajona. Pri detektivskem delu se ne pustijo motiti, ovire jim ne predstavljajo niti starši, ki jih skušajo zaščititi pred nevarnostmi. Zastavljeno nalogo je druščina uspešno opravila. Zgodba se tako srečno zaključi, junaki knjige so prepustili Maksa Fajona sodnim oblastem, s tem razrešili detektivsko nalogo ter brezskrbno pričeli s poletnimi počitnicami.